# Альт ан Хоран
Альт ан Хоран  (ірл. Ailt an Chorráin, англ. Burtonport/Бертонпорт) — село в Ірландії, знаходиться в графстві Донегол (провінція Ольстер). Є частиною Гелтахта.

## Демографія
Населення — 270 людей (за даними перепису 2006 року). В 2002 році населення складало 346 людей. 
Дані перепису 2006 року:
| Загальні демографічні показники' |               |                           |                           |      |      |
| Усе населення                    | Усе населення | Зміни населення 2002-2006 | Зміни населення 2002-2006 | 2006 | 2006 |
| 2002                             | 2006          | люд.                      | %                         | чол. | жін. |
| 346                              | 270           | -76                       | -22                       | 123  | 147  |